# Mariaborrestraat
La Mariaborrestraat est une rue pavée d'Etikhove, un village de la commune belge de Maarkedal, situé en Région flamande dans la province de Flandre-Orientale.  Elle est protégée comme monument historique depuis 1998.

## Localisation
La Mariaborrestraat se situe entre les villages d'Etikhove, de Nukerke et de Maarkedal et entre la route nationale 60 allant d'Audenarde à Renaix (Ronseweg et Rijksweg) et le Steenbeekdries. Elle mesure 1 150 m, est assez étroite (de 3 à 4 mètres), s'oriente d'ouest en est et comprend un virage à 90° au carrefour avec la Zakstraat. Les 80 premiers mètres depuis la N60 sont asphaltés. Le reste de la rue (1 070 m) est pavé.

## Courses cyclistes
La rue est bien connue des coureurs et amateurs de cyclisme sur route. Elle fait régulièrement partie du parcours de plusieurs courses cyclistes du printemps dont le Tour des Flandres (empruntée pour la première fois en 1973), À travers les Flandres et l'E3 Saxo Bank Classic.
La section pavée de 2 000 m empruntée par les courses cyclistes comprend la Mariaborrestraat proprement dite (1 070 m de pavés), une petite portion montante du Steenbeekdries (210 m) et une section plate puis en descente du Stationsberg (720 m) jusqu'à la Nederholbeekstraat.
Cette route est également incluse dans la boucle bleue du parcours cycliste touristique Ronde van Vlaanderenroute.